# Обтекаема система за транслитерация на българската кирилица
Обтекаемата система е официалната българска система за латинска транслитерация (или романизация) на български думи:
| А A | Б B | В V  | Г G  | Д D  | Е E   | Ж ZH | З Z | И I  | Й Y  |
| К K | Л L | М M  | Н N  | О O  | П P   | Р R  | С S | Т T  | У U  |
| Ф F | Х H | Ц TS | Ч CH | Ш SH | Щ SHT | Ъ A  | Ь Y | Ю YU | Я YA |

Посочената по-горе система на практика не прави разграничение между буквите "а" и "ъ", които се предават с една и съща буква на латиница - "a". В резултат на това две различни имена като Кънчо и Канчо се изписват по еднакъв начин на латиница - Kancho. В някои европейски страни е възприето при официален превод на български документи буквата "ъ" да се предава на латиница с апостроф. По този начин се прави разграничение между ъ и а и името Кънчо се изписва като Κ'ncho, Димитър като Dimit'r и т.н. Рядко срещаното име Пътка става P'tka вместо неправилното и дори обидно Patka. Друг недостатък е, че системата не предвижда отделни букви на латиница за фонемите "дж" и "дз". Също така не е възприет начин за предаване на палаталните съгласни и др.
Системата е официална също и за ООН, Съединените щати и Великобритания.

## Произход и употреба
Системата е разработена от Любомир Иванов в Института по математика и информатика при Българската академия на науките и първоначално е въведена за употреба от българската Комисия по антарктическите наименования на 2 март 1995. През 1997 американските и британските институции компетентни за антарктическите географски наименования обръщат внимание на различията между българската и тогавашната официална англо-американска система за транслитерация на българската азбука, изискват и получават от българските си колеги подробно обяснение на новата система (цитирано в Гайдарска (1998) и по-късно публикувано в Иванов (2003)).
Обтекаемата система става предмет на сравнителни изследвания от Катедра Англицистика и американистика при Софийския университет, и впоследствие е приета от българското правителство (ПМС №61 от 2 април 1999, №10 от 11 февруари 2000, и №269 от 3 октомври 2006) за употреба в личните документи (лични имена и географски наименования в личните карти и паспортите, лични имена в шофьорските карти), пътни табели, улични табели, официални информационни системи, бази данни, уебстраници на местните власти и т.н.
През 2009 г. системата е кодифицирана с новоприетия Закон за транслитерацията.
През 2012 Обтекаемата система е възприета от ООН, а през 2013 е одобрена за официална употреба от САЩ и Великобритания.
Според Б. Арънстийн, „Международните корени на българската система за романизация са в основата на един от най-озадачаващите парадокси на романизацията: импулс за предефиниране и разграничаване на националната идентичност, като същевременно осигурява достъпността на тази идентичност до външни групи. С други думи, вдъхване на национализъм с усещане за интернационализъм“.

## Основни принципи и изключения
Обтекаемата система е създадена с оглед постигането на оптимално равновесие между следните частично припокриващи се и частично противоречащи си предимства:
- На първо място, основно предназначение на тази система е да осигури едно задоволително звуково приближение на българските думи от англоговорещи потребители, включително такива без предварителни познания за българския език и без допълнителни пояснения;
- Второ, с по-малко предимство, устройството следва да позволява възстановяване на изходното изписване с кирилица колкото е възможно по-еднозначно.
- Трето, транслитерираните български думи да се вписват в англоезична среда, да не се възприемат като прекалено „неанглийски“;
- И четвърто, транслитерираните думи да са „обтекаеми“ и прости.

Изключения: Автентичното изписване с латиница при имената на исторически личности и географските имена от съвременни чужди книжовни езици, които използват версия на латинската азбука (напр. James Bourchier, Émile de Laveleye, Wellington, а не Dzheyms Baucher, Emil dyo Lavele, Uelingtan), както и установеното обичайно изписване с латиница при неголям брой български имена. ПМС №269 от 3 октомври 2006 предвижда допълнително изключение, буквеното съчетание ИЯ в края на собствените имена на граждани и на наименованията на населени места да се предава чрез IA вместо IYA; същото изключение за буквеното съчетание ИЯ, когато е в края на думата, е предвидено и в Закона за транслитерацията от 2009.
През 1999 в българските документи за самоличност първоначално се въвежда една модификация на системата с предаване на българската буква Ц като C вместо TS, която обаче е изоставена през 2000. Не е възприета за официална употреба и друга предложена впоследствие модификация при предаване на българската буква Ц – използването на латинското съчетание TZ като дублетно наред с TS.

## Илюстрация
Пример (Член 1 на Всеобщата декларация за правата на човека):
| Всички хора се раждат свободни и равни по достойнство и права. Те са надарени с разум и съвест и следва да се отнасят помежду си в дух на братство. |  | Vsichki hora se razhdat svobodni i ravni po dostoynstvo i prava. Te sa nadareni s razum i savest i sledva da se otnasyat pomezhdu si v duh na bratstvo. |

## Обратимост
Тъй като възстановяването на оригиналната дума не е водещ принцип, някои транслитерирани думи стават нееднозначни. На транслитерираната буква A може да съответства буква от оригиналната дума А или Ъ, а на SH може да съответства Ш или СХ. Нееднозначни стават думи като Pasha (Пасха или Паша?), Lav (Лъв или Лав) и т.н. В Нов правописен речник на българския език се предлага частично решение, като се предлага буквата Ъ да се транслитерира с Ă. Предложената модификация с предаване на българската буква Ъ като A с надреден знак „далеч не се приема от цялото съвременно българско общество“, и не е възприето за официална употреба.
Един спомагателен вариант на Обтекаемата система, използващ допълнителни символи и осигуряващ точното възстановяване на транслитерирани думи, е предложен от Л. Иванов, Д. Скордев и Д. Добрев за употреба в специалните случаи, когато такова възстановяване е задължително. За целта, кирилските букви и буквосъчетания Ъ, Ь, ЗХ, ЙА, ЙУ, СХ, ТС, ТШ, ТЩ, ШТ, ШЦ се транслитерират съответно с `A, `Y, Z|H, Y|A, Y|U, S|H, T|S, T|SH, T|SHT, SH|T и SH|TS. Въпросният спомагателен вариант не осигурява възстановяване в случая на допълнителното изключение за окончанието ИЯ, например при думите radia (Радиа или Радия?), studia (Студиа или Студия?) и т.н. Пълна обратимост обаче може да се получи и при системата с ИЯ-изключение, като например буквеното съчетание ИА в края на думата се транслитерира с I|A вместо IA. Възможен е също обратим вариант само с един допълнителен символ, като например ` се използва и вместо |, а съчетанията ЙЪ и ИЯ (второто в края на думата, при системата с ИЯ-изключение) се транслитерират съответно с Y``A и I``A. Стандартната транслитерация на една дума се получава от нейния обратим вариант чрез отстраняване на допълнителните символи.

## Сравнение с други системи
Обтекаемата система се основава на английски-ориентирана транслитерация, като се възползва от глобалната роля на лингва франка на този език в днешния свят, улесняваща ползването на транслитерирани думи и от неговорещи английски език от нации чиито езици и нелатински писмености са транслитерират или транскрибират от английски-ориентирани системи. Подобна тенденция на ориентация към английския език се наблюдава в по-новата практика на транслитерация и при други кирилски азбуки като руската и украинската.
Не се използват диакритични знаци, което прави системата по-удобна за потребителя при модерните електронни комуникации (е-поща, ICQ и други програми за мигновени съобщения (instant messaging), кратки съобщения (SMS) и др.) и избягва необходимостта от допълнително уславяне и обяснения. В това отношение Обтекаемата система се отличава от научната транслитерация на българската кирилица (Български стандарт от 1956, или Система Андрейчин), която използва буквите Ž, Č, Š, ŠT и Ă съответно за Ж, Ч, Ш, Щ и Ъ. (Заслужава да се отбележи, че въпросният държавен стандарт включва и вариант без диакритични знаци, предназначен за телеграфо-пощенските услуги, в който буквите Ж, Ч, Ш, Щ и Ъ се транслитерират точно както при Обтекаемата система.) Освен това, двете системи се различават в транслитерирането на кирилските букви Й, Ц, Ь, Ю, Я съответно като Y, TS, Y, YU, YA и J, C, J, JU, JA.
Съществената разлика между Обтекаемата система и родствената ѝ система Данчев (по-точно, система Данчев-Холман-Димова-Савова) е при кирилските букви У и Ъ, които първата система представя съответно чрез U и A, а втората – чрез OU и U. Освен това, системата Данчев транслитерира буквосъчетанията АЙ, ЕЙ, ОЙ и УЙ като AI, EI, OI и OUI вместо AY, EY, OY и UY.
Обтекаемата система е сходна също с англо-американската система BGN/PCGN за транслитерация на българската кирилица от 1952 на американския Борд за географските имена (BGN) и британския Постоянен комитет за географските имена (PCGN), официална за двете страни до 2013, както и с по-ранната английска система на Британската академия от 1917 г. Системата BGN/PCGN транслитерира кирилските букви Х, Ь и Ъ като KH, ’ (апостроф), Ŭ, за разлика от H, Y, A при Обтекаемата система.
Същият подход може да се използва и за латинска транслитерация на други кирилски азбуки като руската и македонската, както и за въвеждането на фонетичен правопис на английския език.
В случая на македонската азбука, основаната на хърватската азбука транслитерация, използвана по-рано в личните документи издавани в Северна Македония, след 2001 е заменена с нова система. Последната не използва диакритични знаци, и без диакритични знаци транслитерира кирилските букви Ж, Ч и Ш по същия начин като Обтекаемата система, запазвайки същевременно старата употреба на C и J като споменатата по-горе Система Андрейчин, докато Обтекаемата система използва TS и Y.